# (17039) Yeuseyenka
(17039) Yeuseyenka (1999 FN26) – planetoida z grupy pasa głównego asteroid okrążająca Słońce w ciągu 4,57 lat w średniej odległości 2,75 j.a. Odkryta 19 marca 1999 roku.